# Bliźniaki (kolonia)
Bliźniaki – kolonia  w Polsce położona w województwie opolskim, w powiecie oleskim, w gminie Rudniki, w sołectwie Żytniów.
W latach 1975–1998 miejscowość położona była w województwie częstochowskim.
Przed 2023 r. miejscowość była częścią wsi Żytniów.